# Joseph Fickler

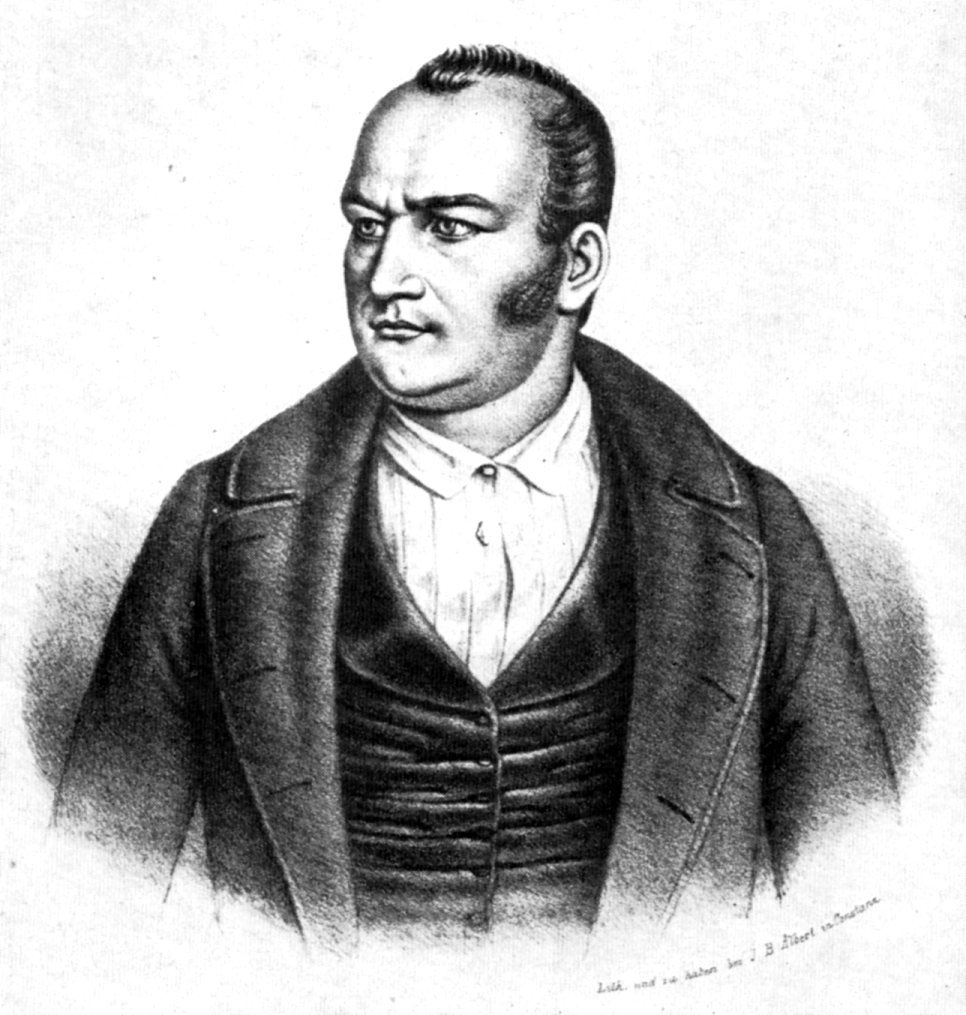
Joseph Fickler

Joseph Fickler (* 6. Februar 1808 in Konstanz; † 26. November 1865 ebenda) war ein demokratischer Agitator des Vormärz im Großherzogtum Baden und Politiker in der Zeit der badischen Revolution als regionalem Bestandteil der Märzrevolution in nahezu allen Staaten des Deutschen Bundes.

## Leben
Joseph Fickler stammte wie sein Bruder, der Gymnasialprofessor Karl Alois Fickler, aus einer einfachen Tiroler Familie.
Fickler betätigte sich in Konstanz als Kaufmann (Makler, Agent, Kommissionär) und betrieb ein Bestellungs-, Auskunft- und Schreibgeschäft.
Fickler gründete bereits 1832 – im Alter von 24 – seine erste Zeitung, das Konstanzer Wochenblatt. Das aggressive Kampfblatt musste er aufgrund der Eingriffe der Zensur bereits nach einem Jahr wieder einstellen.
1836 gründete Fickler dann die berühmt gewordenen Seeblätter, die ebenfalls in Konstanz erschienen. Fickler machte das Blatt zu einem Organ der deutschkatholischen Bewegung von Johannes Ronge und der radikal-demokratischen Bewegung in Baden.
Zu Beginn der Revolution von 1848 agitierte Fickler alsbald für eine Republik. Verdächtig, mit den Zuzügen deutscher Arbeiter aus Frankreich, vielleicht mit der französischen provisorischen Regierung, die nach der dortigen Februarrevolution die zweite Republik in Frankreich anführte, selbst in Verbindung zu stehen, wurde er am 8. April auf Veranlassung Karl Mathys in Karlsruhe verhaftet, aber im Mai 1849 freigesprochen. Durch die Offenburger Volksversammlung (13. Mai 1849) in den Landesausschuss gewählt, bewies er sich bei dessen Beratungen in Karlsruhe als eines der talentvollsten und entschiedensten Mitglieder, dem sowohl der planlos erscheinende revolutionäre Radikalismus Struves als auch die zögerlich-vorsichtige Haltung der Brentanoschen Partei widerstrebte.
Am 1. Juni 1849 als Außenminister in die provisorische Regierung der neu ausgerufenen badischen Republik gewählt, wurde er bereits am 3. Juni in Stuttgart, wohin er geschickt worden war, um eine Verbindung des württembergischen Volkes und Militärs mit der badischen Revolutionspartei zu bewirken, gefangen genommen.
Fickler war vom 2. Juni bis 17. Dezember 1849 in der Festung Hohenasperg inhaftiert.
Nach der Niederschlagung der Revolution in Baden wurde er gegen eine Kaution von 1000 Gulden freigelassen und setzte sich ins Schweizer Exil ab. Am 1. Februar 1851 wurde Ficklers Rekurs gegen ein Urteil des Hofgerichts des Mittelrheinkreises vom 2. September 1850 verworfen und die Zuchthausstrafe von 9 Jahren wegen Teilnahme am Hochverrat bestätigt.
Später ging er nach England und von da nach Nordamerika.

### In den Vereinigten Staaten
1852 kam Fickler in die Vereinigten Staaten, wo er das Shakespeare Hotel in New York betrieb.
Im Sommer 1861 wurde in New York das deutschsprachige Wochenblatt National-Zeitung durch eine Gesellschaft deutscher Demokraten gegründet, deren Schatzmeister Joseph Fickler und deren Sekretär Johann Rittig war.
Anfang 1862 wurde die National-Zeitung durch die ebenfalls deutschsprachige Tageszeitung New-Yorker Journal ersetzt, die durch die gleiche Gruppe von Personen und mit der gleichen politischen Tendenz herausgegeben wurde. Diese Publikationen wandten sich gegen den Krieg mit der Konföderation und lagen verfassungsrechtlich auf deren Linie, aber es wurde auch der Abolitionismus heftig angegriffen und die Überlegenheit der weißen Rasse betont.
Der Außenminister der Unions-Staaten, William H. Seward, beriet sich mit den New Yorker Polizeibehörden über eine allfällige Verhaftung des Chef-Redakteurs und einflussreicher Mitglieder des Komitees der National-Zeitung, sowie einen Ausschluss von der Postzustellung um die Zeitung auf Regierungskurs zu bringen. Letztlich sah man aber davon ab um dem Blatt keinen Märtyrerstatus zu verschaffen und damit allenfalls seine Verbreitung noch zu steigern.
Redaktionelle Beiträge von Fickler sind nicht bekannt und es bleibt auch offen, welche Positionen des Blattes er sich zu eigen machte, das vielfach auch Zitate aus konföderierten Zeitungen abdruckte. Gleichwohl waren das Blatt und Fickler persönlich heftigen Angriffen unionstreuer Deutsch-Amerikaner ausgesetzt.

### Zurück in Baden
Nach der Niederlage der Konföderierten kehrte er in seine Vaterstadt Konstanz zurück und starb dort am 26. November 1865.

## Marx/Engels über Fickler

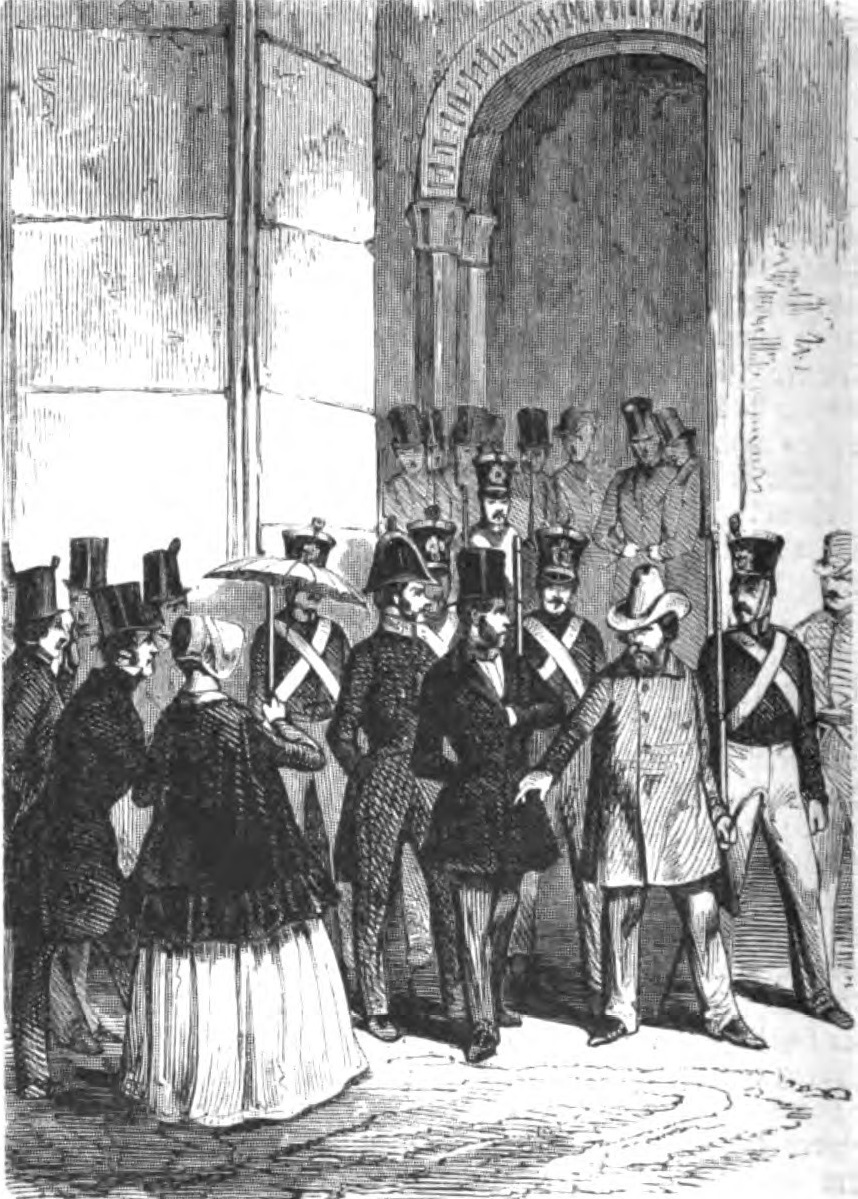
Joseph Fickler wird am 8. April 1848 auf dem Bahnhof in Karlsruhe auf Veranlassung von Karl Mathy verhaftet.

„Joseph Fickler hat, wie es einem biedern, entschiedenen, unerschütterlichen Volksmann geziemt, ein feistes Vollmondsgesicht, einen dicken Kehlbraten und entsprechenden Wanstumfang. Aus seinem früheren Leben ist nur bekannt, daß er mit einem Bildschnitzkunstwerk aus dem fünfzehnten Säkulum und mit Reliquien, die auf das Konstanzer Konzil Bezug hatten, eine livelihood <einen Lebensunterhalt> gewann, indem die Reisenden und fremden Kunstliebhaber jene Merkwürdigkeiten für Geld in Augenschein nahmen und nebenbei "altertümliche" Andenken kauften, die Fickler, wie er mit bedeutendem Selbstgenuß erzählt, immer wieder aufs neue "altertümlich" anfertigen ließ. Seine einzigen Taten während der Revolution waren erstens seine Verhaftung durch Mathy nach dem Vorparlament und zweitens seine Verhaftung durch Römer in Stuttgart im Juni 1849; dank diesen Verhaftungen ist er an der Gefahr, sich zu kompromittieren, glücklich vorbeigeschifft. Die württembergischen Demokraten stellten später für ihn 1.000 Gulden Kaution, worauf Fickler inkognito ins Thurgau ging und zum großen Bedauern der Kautionssteller nichts mehr von sich hören ließ. Es ist nicht zu leugnen, daß er in den "Seeblättern" die Gefühle und Meinungen der Seebauern mit Glück in Druckerschwärze übersetzte; übrigens ist er in der Hinblick auf seinen Freund Ruge der Meinung, daß das viele Studieren dumm macht, weshalb er auch seinen Freund Goegg warnte, die Bibliothek des Britischen Museums zu besuchen.“

## Schriften
- Erinnerungen an den badischen Landtag von 1842 : für verfassungsliebende Bürger, Belle-Vue bei Constanz, 1842 Digitalisat der BLB Karlsruhe